# Videlicet
L'avverbio latino videlicet (forma abbreviata, soprattutto in inglese: viz., letteralmente "è lecito vedere") significa vale a dire, cioè.

## Etimologia
Viz. è un'abbreviazione scribale medievale per videlicet: si tratta di un'abbreviazione tironiana, comprendente le lettere "v" e "i" seguite da una ⁊, la comune contrazione usata nel latino medievale per et ed -et.
Videlicet è una contrazione del latino classico vidēre licet, che significa "si può vedere", "evidentemente", "chiaramente" (vidēre, "vedere"; licet, terza persona singolare del presente di licēre, "essere permesso"). In latino videlicet era usato per confermare una frase precedente o per dimostrarne il contrario.

## Uso
Sia videlicet sia viz. sono usate per introdurre una specificazione o una descrizione di qualcosa dimostrato in precedenza, spesso nella forma di una lista preceduta dai due punti. Entrambe le forme sono usate in inglese, soprattutto la forma abbreviata viz., che di solito è  letta "that is, namely" o "to wit", di cui è sinonima, ma che a volte viene pronunciata come tale (/vɪz/), mentre videlicet è pronunciato /vɪˈdɛlɨsɛt/ o /wɪˈdeɪlɨkɛt/.
A differenza di i.e. ed e.g., viz. è usato per indicare una descrizione dettagliata di qualcosa già dimostrato e, quando precede una lista, implica che sia completa o pressoché tale.
Un'espressione simile è scilicet (forme abbreviate: scil., sc., o sl.), che dà una spiegazione parentetica, rimuove un'ambiguità o aggiunge una parola omessa nel testo, mentre videlicet di solito è usato per elaborare o dettagliare il testo che lo precede.